# Matthias van Lotharingen

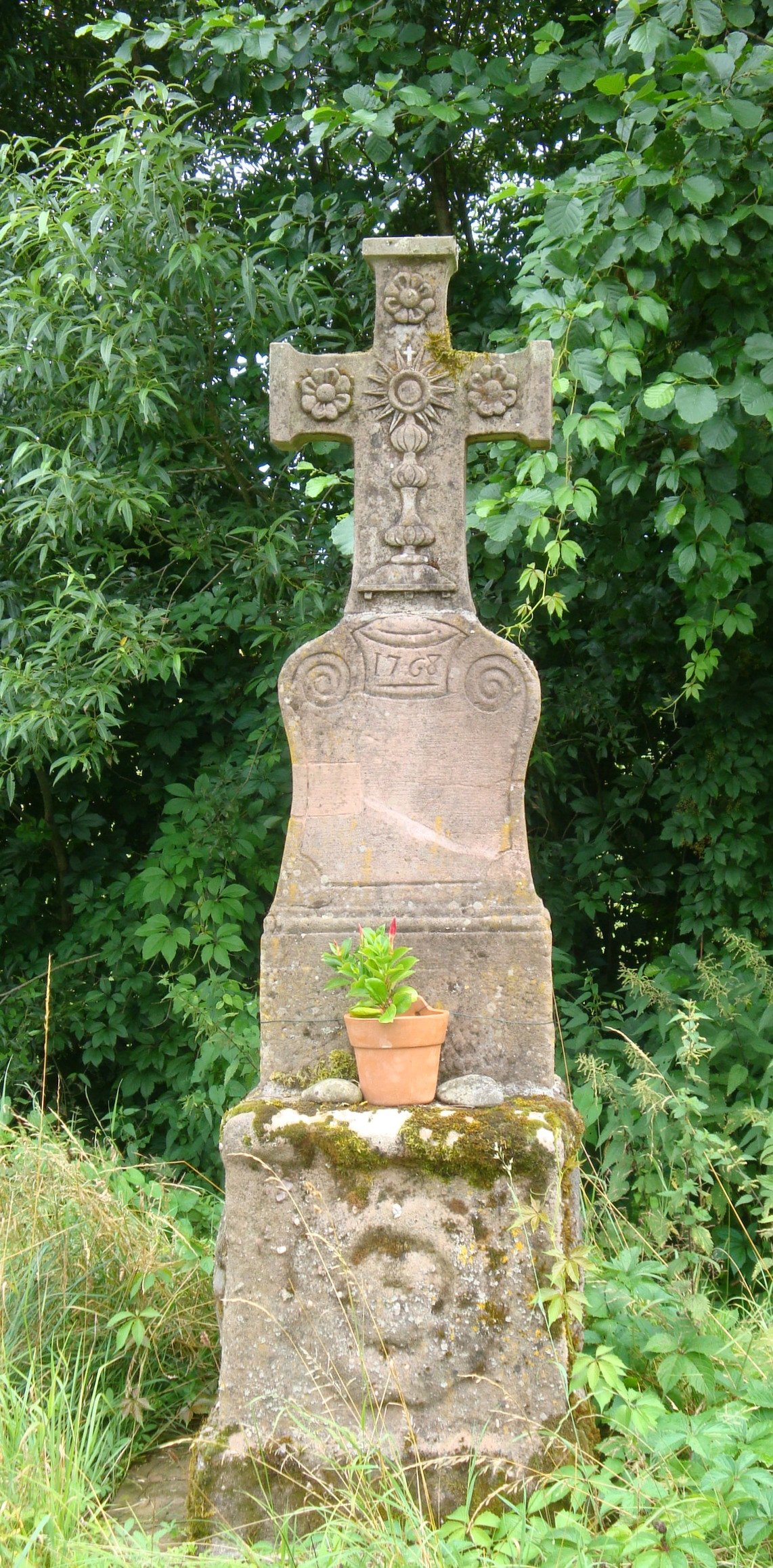
Kruis in Saint-Michel-sur-Meurthe in de Vogezen; hier vond Matthias de dood op bevel van zijn neef, hertog Theobald I van Lotharingen.

Matthias van Lotharingen (1170- Saint-Michel-sur-Meurthe 1217) was prins-bisschop van Toul van 1198 tot 1206, in het Rooms-Duitse Rijk. In 1206 werd hij afgezet en hij leefde uiteindelijk als rovershoofdman.

## Levensloop
Matthias was een zoon van hertog Ferry I van Lotharingen en hertogin Ludmilla van Polen. Vanaf 1178 was hij kanunnik in het kapittel van Saint-Dié. In 1188 verhuisde hij naar Toul waar hij aartsdiaken was van het bisdom Toul. Het kapittel van Toul verkoos hem in 1198 tot bisschop van Toul. Hij verbraste kerkelijke bezittingen en in het jaar 1206 verjoeg paus Innocentius III hem van de bisschopstroon. De resterende huizen en andere domeinen die Matthias nog bezat, confisqueerde het kapittel.
Matthias verbleef verder in het prinsbisdom. Hij leefde in de abdij van Saint-Dié, waar hij een vast inkomen had. Hij had een affaire met een kloosterzuster uit Epinal, waarna de dochter uit deze relatie bij hem leefde. Matthias teisterde, als rovershoofdman, de streek van Saint-Dié. Matthias' broer, hertog Ferry II van Lotharingen, besliste hem te verjagen uit Saint-Dié. Matthias zwierf vervolgens met de bendeleden rond in de Vogezen. Op een dag doodden hij en zijn struikrovers toevallig in een hinderlaag, bisschop Reinald de Chantilly. Dit was de opvolger van Matthias in Toul. Ook andere geestelijken in het gevolg van de bisschop werden gedood. Dit bloedbad gebeurde in de bossen nabij La Bourgonce, in de Vogezen. Matthias was de enige van de bende die bisschop Reinald de Chantilly had herkend. Vandaar verstopten Matthias en zijn roversbende zich nog beter dan voorheen, uit vrees voor represailles. 
De represailles lieten niet lang op zich wachten. De neef van Matthias, hertog Theobald I, de oudste zoon van hertog Ferry II, stormde de Vogezen in. De klopjacht naar zijn oom leverde resultaat op: Matthias werd op enkele dagen tijd in het nauw gedreven. Hij smeekte om genade toen de soldaten van de hertog hem omsingelden. Theobald I gaf zijn schildknaap het bevel Matthias te doden met de speer. De dood van Matthias zou plaats gehad hebben in Saint-Michel-sur-Meurthe; een kruis herinnert aan zijn dood (1217).